# Première Nation de Pictou Landing
La Première Nation de Pictou Landing est une bande indienne mi'kmaq, située dans le nord de la Nouvelle-Écosse, au Canada. Leur territoire s'étend sur cinq réserves qui ont une superficie combinée de 527,6 hectares et dont la majorité est située au nord des villes de Trenton et de New Glasgow.
En septembre 2017, la population de la Première Nation est de 665 personnes, dont 485 vivant sur leur propre réserve, 23 sur d'autres réserves et 157 hors réserve. En décembre 2022, la population a cru à 688 personnes, dont 502 vivant sur leur propre réserve, 22 sur d'autres réserves et 164 hors réserve.

## Système électoral
Le système électoral du conseil est adopté à Pictou Landing en 1951.
La chef sortante Andrea Paul est réélue pour un troisième mandat en tant que chef en novembre 2015 en utilisant le système électoral de la Loi sur les Indiens. Six conseillers sont élus en même temps, trois d'entre eux ayant servi auparavant. 71 % des 393 électeurs éligibles ont voté. Les élections ont lieu tous les deux ans,.

## Réserves
La Première Nation de Pictou Landing compte cinq réserves, dont la seule habitée est celle de Fisher's Grant 24 située à l'embouchure du port de Pictou et adjacente à Boat Harbour, un ancien lac de marée qui fait maintenant partie du système de traitement des effluents de l'usine de pâte à papier d'Abercrombie Point. Les infrastructures de cette réserve comprennent les bureaux administratifs de la bande, la caserne de pompiers, le centre de formation et l'école P–6. Le centre de santé y est construit en 2007, selon des méthodes de construction inspirées des techniques traditionnelles utilisées pour les maisons longues et les canots d'écorce de bouleau. Le système de fermes a été construit à l'aide d'arbres verts longs et minces attachés ensemble avec des cerclages métalliques,. L'extérieur est recouvert de gros bardeaux d'épinette.
| Réserve                  | Superficie | Emplacement                         | Population | Fondation   |
| ------------------------ | ---------- | ----------------------------------- | ---------- | ----------- |
| Boat Harbour West 37     | 98,2 ha    | 8 km au nord de New Glasgow         | 0          | 18 mai 1961 |
| Fisher's Grant 24        | 142,7 ha   | 10 km au nord de New Glasgow        | 485        | 3 mars 1866 |
| Fisher's Grant 24G       | 60 ha      | 3,2 km au sud-est de Pictou Landing | 0          | 3 mars 1927 |
| Franklin Manor 22 (52 %) | 212,5 ha   | 32 km au sud-est d'Amherst          | 0          | 3 mars 1865 |
| Merigomish Harbour 31    | 14,2 ha    | 12,8 km à l'est de New Glasgow      | 0          | 3 mars 1865 |

### Boat Harbour
Boat Harbour est un plan d'eau autrefois utilisé par la Première Nation. Dans les années 1960, il est repris par le gouvernement de la Nouvelle-Écosse pour être utilisé comme bassin de décantation pour les effluents de l'usine de pâte à papier voisine. Il devient rapidement pollué par des métaux lourds et des produits chimiques et devient de ce fait la source de conflits continus entre la Première Nation et les gouvernements provinciaux successifs. Le Boat Harbour Act 2015 fixe au 31 janvier 2020 la date d'échéance maximale pour la fermeture de l'installation de traitement, après quoi le site devra être nettoyé. Il s'agira d'enlever environ 350 000 mètres cubes de matériaux contaminés et retour de la lagune vers un estuaire à marée.
Une étude de 2013 révèle que la pollution, provenant à la fois de Boat Harbour et des cheminées d'échappement de l'usine, a compromis l'accès aux aliments traditionnels tels que le gibier, le poisson et les baies, et a dissuadé les résidents de cultiver des jardins. Cela a eu un impact négatif sur la sécurité alimentaire dans la réserve.
En décembre 2019, le premier ministre de la Nouvelle-Écosse, Stephen McNeil, rejette la demande de l'usine de pâte à papier de prolonger le délai pour cesser de polluer le port. Il déclare que « la compagnie a eu cinq ans et un certain nombre d'opportunités ». La chef de Pictou Landing Andrea Paul ajoute que « nettoyer Boat Harbour est tout ce que mon peuple a toujours voulu ; Le premier ministre Stephen McNeil a tenu sa promesse et, au nom de ma communauté, nous lui en sommes reconnaissants ».

## Personnalités liées
- Anna Mae Aquash, militante y ayant passé une partie de son enfance[13].